# Kano (Mortal Kombat)
Kano là một nhân vật hư cấu trong sê-ri game đối kháng Mortal Kombat. Đây là một trong những nhân vật đầu tiên của game, xuất hiện lần đầu năm 1992 - phần Mortal Kombat. Kano là một kẻ chuyên đi đánh thuê, thành viên của băng đảng tội phạm quốc tế Black Dragon. Hắn cũng là kẻ thù lâu năm của Sonya Blade và Jax Briggs từ tổ chức quân đội Special Forces. Trong phần Mortal Kombat 3, hắn trở thành chỉ huy binh đoàn Outworld của Shao Kahn. Đặc điểm nhận dạng đặc trưng của Kano là có một bên mắt gắn tia laser hồng ngoại.
Trong số 7 nhân vật gốc ban đầu, Kano là người xuất hiện ít nhất trong sê-ri Mortal Kombat, dù hắn lại nằm trong nhóm 11 nhân vật xuất hiện ở phần Mortal Kombat vs. DC Universe. Kano chủ yếu nhận được tích cực từ công chúng, mặc dù một số đòn kết thúc Fatality của hắn chưa được coi là bắt mắt.

## Xây dựng nhân vật
Kano là một nhân vật điển hình được xây dựng theo lối một tên giang hồ và cũng là lính đánh thuê điển hình xuất hiện trong các trò chơi điện tử. Xuất thân là một người Úc và có một nửa là dòng máu Nhật Bản, Kano mang tính cách của một yakuza chính hiệu với sự liều lĩnh và độc ác, cùng với đó là chất giọng Úc khàn đặc không thể lẫn đi đâu được, có thể nói những diễn viên lồng tiếng từ trước đến nay đều khắc hoạ rất tốt nhân vật này. Bản thân cái tên Kano cũng xuất phát từ Nhật Bản. Ngoại hình của Kano thay đổi theo từng phiên bản, có thể là kiểu đầu trọc hoặc để tóc cạo một bên, mặc một chiếc áo trắng hoặc cởi trần và có hình xăm, nhưng đặc điểm cố định về ngoại hình của hắn là một bên mắt được bao bọc bởi kim loại và có thể bắn tia laze. Kano có sức mạnh hơn người chủ yếu xuất phát từ những cuộc ẩu đả giữa các phe xã hội đen, và có thể sử dụng các loại vũ khí khác nhau, từ tay không, đầu, đến dao, machete, hidden blade ở chân và tia laze ở mắt.
Kano đóng vai trò như một kẻ thù của Earthrealm khi hắn bán đứng thế giới của mình và dành thời gian chủ yếu phục vụ cho Outworld. Hắn là bang chủ của Black Dragon (hội Rồng Đen, có thể đây cũng là nguồn gốc của tựa Việt Rồng đen hơn là chỉ vì logo của game), và sử dụng lực lượng của mình để buôn bán và tàng trữ vũ khí trái phép và tuồn ra Outworld cho bọn Tarkatan, và mở võ đài ngay trong lòng chợ đen của mình ở Nga để giải trí. Vì tính cách lươn lẹo, xảo trá, hắn đã gây thù chuốc oán với Sonya khi giết hại nhiều chiến binh Đội Đặc nhiệm Hoa Kỳ và bắt cóc Jackson Briggs. Do đó, Kano trở thành một trong những phản diện thứ yếu của game.
Lối chơi của Kano khá đơn giản, nhìn chung các đòn đánh của Kano mang tính sát thương cao cùng với những combo không khó để làm quen. Lối chiến đấu của hắn khá đa dạng và không theo một khuôn khổ nhất định nào, từ Karate, Judo, đấu vật và mang đậm chất võ thuật đường phố, lăn xả vào đối phương bằng cách quay thành hình tròn về phía trước. Đòn kết liễu (Fatality) làm nên thương hiệu của Kano là cú đấm móc tim của đối thủ vẫn còn đang đập trên tay hắn, hoặc rút xương của đối thủ ra khỏi cơ thể họ, nhìn chung đều mang tính bạo lực và tàn nhẫn rất lớn.

## Cốt truyện
Kano từng là thành viên của hội Red Dragon và sau đó tách ra thành một nhóm riêng là Black Dragon. Hắn trung thành với Shao Kahn dù đôi lúc tính phản bội tên ác đế này, và làm mọi thứ để có được quyền lực trong tay và không từ mọi thủ đoạn, hắn là mục tiêu truy nã quốc tế và những người như Sonya, Jax, Stryker luôn nhắm đến. Cấp dưới của Kano có những người thân cận như Kabal, một người sở hữu siêu tốc độ, sau này cũng bỏ Kano đi để hợp tác với Stryker; Erron Black, một tay thiện xạ miền tây có khả năng sống lâu trăm tuổi nhờ hoàn thành một nhiệm vụ của Shang Tsung. Những âm mưu của hắn đều có vẻ bại lộ và thua cuộc một cách ê chề, Kano từng bị bắt bởi nhiều tổ chức khác nhau nhưng nhờ mưu kế của mình, hắn có thể thoát đi trong gang tấc.
Kano là một kẻ không trung thành với bất kỳ ai, từ Shao Kahn trở đi. Sau khi tên ác đế chết (ở dòng thời gian khác do Raiden tạo ra), hắn quay sang phục vụ Kotal Kahn rồi lại phản bội ông ta để giúp đỡ Mileena. Khi bị Special Forces phát hiện trà trộn vào nhóm người Outworld tản cư đến Earthrealm, hắn lại lập tức khai hết tung tích về chiếc mề đay của Shinnok để được toàn mạng. Cuối cùng, hắn còn dụ dỗ cả bản thể quá khứ của mình được tạo ra bởi Kronika để phục vụ bà ta tái tạo lại dòng lịch sử.